# The Slackers
Pour les articles homonymes, voir Slacker.
The Slackers est un groupe américain de ska originaire de Brooklyn, à New York. Leur style musical est également teintée de blues, de garage rock, de rocksteady et de reggae. Le groupe a donné des centaines de concerts aux États-Unis, en Europe, au Japon ainsi qu'au Brésil. Ils ont participé au Festival international de jazz de Montréal en 2000, Printemps de Bourges en 2001, ou bien encore au festival de Dour en 2002 et 2014.

## Histoire
Ils sortent leur premier album, Better Late than Never, en 1996. Le deuxième album du groupe, Redlight, sorti le 23 septembre 1997, se classe no 7 dans la liste The Year in Music (1997) de la rédactrice du Billboard Carrie Bell. Le titre éponyme de l'album se classe no 116 la semaine du 10 novembre 1997 - la troisième semaine de la chanson - dans le Top 200 de CMJ Radio.
Le groupe refait surface en 1998 avec The Question ; Live at Ernesto's paraît deux ans plus tard ; Wasted Days, qui comprend une reprise de Wanted Dead or Alive de Bon Jovi, fait surface au début de 2001. Deux ans plus tard, les Slackers sortent Close My Eyes, la réaction brutale du groupe aux attentats du 11 septembre 2001 et une réflexion sur ce qui s'en est suivi. Close My Eyes met donc en évidence une approche plus mature des Slackers. L'EP International War Criminal et l'album Slack in Japan, disponible uniquement au Japon, précèdent la sortie de Peculiar en 2006.
En 2022, ils annoncent la sortie de l'album Don't Let the Sunlight Fool Ya qui sort en début 2023.

## Membres

### Membres actuels
- Vic Ruggiero - claviers, chant
- Jay « Agent Jay » Nugent - guitare
- Dave Hillyard - saxophone
- Glen Pine - trombone
- Marcus Geard - guitare basse
- Ara Babajian - batterie

### Anciens membres
- Marc « Q-Maxx 4:20 » Lyn - chant
- TJ Scanlon - guitare
- Luis « Zulu » Zuluaga - batterie
- Jeremy « Mush One » Mushlin - trompette
- Allen Teboul - batterie
- Dunia Best- chant, flûte
- Jeff « King Django » Baker - trombone
- Tobias Fields - Conga
- Eric « E-Roc » Singer - saxophone alto
- Victor Rice - basse
- Dave Hahn - guitare

## Discographie

### Albums studio
- 1996 : Better Late Than Never (Re-Released as Do.LP in 2002 on Special Potato)
- 1997 : Redlight
- 1998 : The Question (Do. LP)
- 1999 : Before There Were Slackers There Were ...
- 2000 : Live at Ernesto’s
- 2001 : Wasted Days
- 2003 : From New York to Luxembourg (Live at  the KUFA Vol. 1) limited Edition 500 copies
- 2003 : Close My Eyes
- 2003 : The Slackers and friends
- 2003 : Upsettin’ Ernesto’s
- 2005 : Slack in Japan
- 2005 : An Afternoon in Dub
- 2006 : Peculiar
- 2007 : The Boss Harmony Sessions
- 2008 : Self-Medication
- 2009 : Lost and Found
- 2010 : The Great Rocksteady Swindle
- 2012 : The Radio
- 2016 : The Slackers
- 2023 : Don't Let the Sunlight Fool Ya

### Singles et EP
- 1997 : Watch This (CD Single)
- 1998 : Have The Time (CD Single)
- 2004 : International War Criminal EP (CD Single)
- 2007 : Yer Still Blue (Ltd. Tour CD Single) Special Potato
- 2007 : Minha Menina 7" (Single, Vinyl only Ltd. to 550) Music with Soul Records
- 2020 : Nobody's Listening / Sleep Outside
- 2020 : Blue
- 2021 : Windowland / I Almost Lost You
- 2022 : Don't Let The Sunlight Fool Ya (Single)
- 2022 : New York Berlin / Tell Them No

### DVD
- 2005 : Give 'Em the Boot DVD : And I Wonder
- 2007 : The Slackers: A Documentary
- 2009 : The Flamingo Cantina Series With The Slackers'